# William Giauque
William Francis Giauque (ur. 12 maja 1895 w Niagara Falls, zm. 28 marca 1982 w Berkeley) – amerykański profesor chemii Uniwersytetu Kalifornijskiego (od roku 1927).
Był uczniem George'a Ernesta Gibsona (1884–1959) i Gilberta Lewisa. Doktorat uzyskał w roku 1922, w roku 1927 został mianowany na stanowisko assistant professor, w 1930 associate professor, a w roku 1934 full professor. Prowadził prace badawcze w obszarze najniższych temperatur. Odkrył izotopy tlenu 17O i 18O, wykazując, że naturalny tlen nie jest czystym izotopem 16O, jak przyjmowano wcześniej (ta domniemana czystość izotopowa była powodem, dla którego tlen uważany był za idealny wzorzec masy atomowej). Był autorem ok. 75 publikacji naukowych. W roku 1949 został Laureatem Nagrody Nobla w dziedzinie chemii za badania w dziedzinie termodynamiki chemicznej, zwłaszcza dotyczącej zachowania się substancji w krańcowo niskich temperaturach.
Był członkiem National Academy of Sciences (1936) i American Philosophical Society (1940).